# ANKRD13C
Protein chứa domain đoạn lặp ankyrin 13C (tiếng Anh: Ankyrin repeat domain-containing protein 13C) là protein ở người được mã hóa bởi gen ANKRD13C.

## Tương tác protein
ANKRD13C được dự đoán là có khả năng tương tác với protein xuyên màng 255A (Transmembrane protein 255A, TMEM255A).